# Hexanchorus flintorum
Hexanchorus flintorum – gatunek chrząszcza z rodziny osuszkowatych.
Gatunek ten opisany został w 2013 roku przez Crystal A. Maier na łamach „ZooKeys”. Jako miejsce typowe wskazano Rio Montealban na zachód od Méridy w wenezuelskim stanie Mérida. Epitet gatunkowy nadano na cześć Olivera S. Flinta i Carol M. Flint, którzy odłowili materiał typowy.
Chrząszcz o wydłużonym, umiarkowanie z wierzchu sklepionym ciele długości od 3,9 do 4,2 mm. Ubarwienie ma ciemnobrązowe z brązowoczarnym spodem oraz jaśniejszymi nasadami ud, goleni i czułków. Głowa ma mikrosiateczkowanie i przeciętnie grube, gęste punktowanie. Zaopatrzona jest w nadustek o lekko wklęsłej krawędzi przedniej oraz półkuliste, z tyłu zwężone oczy obrzeżone długimi, zakrzywionymi, czarnymi szczecinkami. Przedplecze jest niewiele dłuższe niż szerokie, o rozwartych kątach przednich i tylnych, lekko zafalowanych krawędziach bocznych, a krawędzi tylnej słabo zafalowanej z płatem pośrodku. Na jego powierzchni brak jest wyraźnej środkowej bruzdy podłużnej, natomiast obecny jest silny wcisk w części środkowo-tylnej. Tarczka jest płaska, nieco dłuższa niż szersza. Pokrywy mają dziesięć rzędów z punktami oddalonymi od siebie o 3–4 średnice oraz międzyrzędy porośnięte gęstym i delikatnym owłosieniem. Genitalia samca odznaczają się paramerami krótszymi niż połowa długości silnie ku szczytowi zakrzywionego edeagusa.
Owad neotropikalny, znany wyłącznie ze stanu Mérida w Wenezueli, gdzie zamieszkuje góry na zachód od doliny Rio Chama. Bytuje na pobrzeżach strumieni i sadzawek.